# Chrysopa parvula
Chrysopa parvula là một loài côn trùng trong họ Chrysopidae thuộc bộ Neuroptera. Loài này được Doumerc miêu tả năm 1861.